# 1876 dans le catholicisme
Chronologie du catholicisme
- 1872
- 1873
- 1874
- 1875
- 1876
- 1877
- 1878
- 1879
- 1880

Cet article présente les faits marquants de l'année 1876 dans le catholicisme.

## Évènements
- 14 février - 8 décembre : Apparitions mariales de Pellevoisin
- 3 avril : Création de 2 cardinaux par le pape Pie IX
- 2 juillet : Consécration solennelle de la Basilique de l'Immaculée-Conception de Lourdes
- 1er septembre : Encyclique Quae in Patriarchatu de Pie IX sur la véritable situation dans l'Église catholique chaldéenne (la dernière de ce pape)

## Naissances
- 6 janvier : Christian Caminada, prélat suisse, évêque de Coire († 18 janvier 1962)
- 22 janvier : Félix Kir, prêtre, résistant et homme politique français, député-maire de Dijon († 25 avril 1968)
- 23 janvier : Bienheureux Rupert Mayer, prêtre, opposant au nazisme et martyr allemand († 1er novembre 1945)
- 11 février : Bienheureuse Eugénie Joubert, religieuse française († 2 juillet 1904)
- 28 février : Michael Joseph Keyes, prélat américain, évêque de Savannah puis évêque titulaire d'Aréopolis (de) († 7 août 1959)
- 2 mars : Eugenio Pacelli, futur pape Pie XII († 9 octobre 1958)
- 3 mars : Bienheureux Josaphat Kocylovskyj, évêque gréco-catholique ukrainien, martyr du communisme († 17 novembre 1947)
- 4 mars : 
  - Azarie Couillard-Després, prêtre et historien canadien († 8 décembre 1939)
  - Victor Lelièvre, prêtre français, missionnaire au Canada († 29 novembre 1956)
- 5 mars : Alfred-Odilon Comtois, prélat canadien, évêque de Trois-Rivières († 26 août 1945)
- 19 mars : Fleury De Lannoy, prêtre et historien belge († 20 mars 1950)
- 20 mars : François-Marie Savina, prêtre, anthropologue et missionnaire français en Chine († 22 juillet 1941)
- 24 mars : Pierre-Fourier Evrard, prêtre et résistant français († 25 mai 1956)
- 27 mars : Ermenegildo Pellegrinetti, cardinal italien, diplomate du Saint-Siège et évêque titulaire d'Adana (de) († 29 mars 1943)
- 29 mars : Joseph Schmidlin, prêtre, historien et théologien français, opposant au nazisme assassiné († 10 janvier 1944)
- 3 avril : Celso Costantini, cardinal italien de la Curie († 17 octobre 1958)
- 8 avril : Augusto Álvaro da Silva, cardinal brésilien, archevêque de São Salvador da Bahia († 14 août 1968)
- 11 avril : Joseph Le Bayon, prêtre français et dramaturge en langue bretonne († 26 septembre 1935)
- 2 mai : Johannes Greber, prêtre, théologien et traducteur allemand († 31 mars 1944)
- 24 mai : Maurilio Fossati, cardinal italien, archevêque de Turin († 30 mars 1965)
- 15 juin : Daniele de Samarate, prêtre capucin, missionnaire au Brésil et vénérable italien († 19 mai 1924)
- 18 juin : Émile Chartier, prêtre et critique littéraire canadien († 27 février 1963)
- 28 juin : Marius Besson, prélat suisse, évêque de Lausanne, Genève et Fribourg († 24 février 1945)
- 2 juillet : Marie-Clément Staub, prêtre, prédicateur et missionnaire français, fondateur des Sœurs de Sainte Jeanne d'Arc, vénérable († 16 mai 1936)
- 13 juillet : Enoch Lepage, prêtre canadien († 25 avril 1937)
- 19 juillet : Ignaz Seipel, prélat et homme politique autrichien, chancelier d'Autriche († 2 août 1932)
- 8 août : Varghese Payyappilly Palakkappilly, prêtre syro-malabar indien, fondateur des Sœurs des démunis, vénérable († 5 octobre 1929)
- 19 août : Joseph-Romuald Léonard, prélat canadien, évêque de Rimouski († 9 février 1931)
- 31 août : Francesco Marmaggi, cardinal italien de la Curie († 3 novembre 1949)
- 4 septembre : Joseph-Alfred Langlois, prélat canadien, évêque de Valleyfield († 22 septembre 1966)
- 6 septembre : Bienheureuse Facunda Margenat, religieuse et martyre espagnole († 27 août 1936)
- 7 septembre : 
  - Bienheureux Daniel Brottier, prêtre spiritain et missionnaire français, directeur des Apprentis d'Auteuil († 28 février 1936)
  - John Hawes, prêtre anglican puis catholique, architecte britannique († 26 juin 1956)
- 8 octobre : Filippo Cortesi, prélat italien, diplomate du Saint-Siège et archevêque titulaire de Siraces (de) († 1er février 1947)
- 22 octobre : 
  - Karl Adam, prêtre et théologien allemand († 1er avril 1966)
  - Bienheureuse Róża Czacka, comtesse et religieuse polonaise, fondatrice des Franciscaines servantes de la Croix († 15 mai 1961)
- 26 octobre : Edward O'Rourke, prélat polonais, évêque de Gdańsk († 27 janvier 1943)
- 28 octobre : Raffaele Carlo Rossi, cardinal italien de la Curie († 17 septembre 1948)
- 14 novembre : Célestin Renoux, prêtre et missionnaire français en Inde († 25 mai 1942)
- 22 novembre : Pierre Petit de Julleville, cardinal français, archevêque de Rouen († 10 décembre 1947)
- 5 décembre : Camille Pic, prélat français, évêque de Valence († 26 novembre 1951)
- 8 décembre : Jean-Félix de Hemptinne, prélat bénédictin et missionnaire belge, vicaire apostolique de Katanga et évêque titulaire de Milevum (de) († 6 février 1958)
- 19 décembre : Enrique Plá y Deniel, cardinal espagnol, archevêque de Tolède († 5 juillet 1968)

## Décès
- 7 janvier : Bienheureuse Jeanne Haze, religieuse belge, fondatrice des Filles de la Croix (° 17 février 1782)
- 20 janvier : Frédéric-Gabriel-Marie-François de Marguerye, prélat français, évêque d'Autun (° 8 mars 1802)
- 17 février : Julien Rabin, prélat et missionnaire français, préfet apostolique de Lhassa (° 2 avril 1819)
- 4 avril : Maximilian Joseph von Tarnóczy, cardinal autrichien, archevêque de Salzbourg (° 14 octobre 1806)
- 17 avril : Mathurin Le Crom, prêtre et homme politique français (° 27 septembre 1800)
- 5 mai : Luis de la Lastra y Cuesta, cardinal espagnol, archevêque de Séville (° 1er décembre 1803)
- 31 mai : Daniel Bonifaz von Haneberg, prélat allemand, évêque de Spire (° 16 juin 1876)
- 22 juillet : Louis-Marie Épivent, prélat français, évêque d'Aire et Dax (° 30 juin 1805)
- 13 août : Jean-Pierre Bravard, prélat français, évêque de Coutances (° 20 février 1811)
- 30 septembre : Bienheureux Frédéric Albert, prêtre italien, fondateur des Sœurs vincentiennes de Marie Immaculée (° 16 octobre 1820)
- 10 octobre : Hyacinthe de Valroger, prêtre, enseignant et auteur français (° 6 janvier 1814)
- 1er novembre : Léon-Clément Gérard, prêtre et écrivain italien (° 18 mars 1810)
- 4 novembre : Bienheureuse Thérèse Manganiello, religieuse italienne (° 1er janvier 1849)
- 6 novembre : 
  - Giacomo Antonelli, cardinal italien de la Curie, cardinal-secrétaire d’État (° 2 avril 1806)
  - Johann Emanuel Veith, prêtre, médecin et écrivain autrichien (° 10 juillet 1787)
- 14 novembre : Léon Barbey d'Aurevilly, prêtre, journaliste et conférencier français (° 28 septembre 1809)
- 20 novembre : Mariano Benito Barrio Fernández, cardinal espagnol, archevêque de Valence (° 22 novembre 1805)
- 14 décembre : Bienheureuse Françoise Schervier, religieuse allemande, fondatrice des Sœurs des pauvres de Saint François (° 3 janvier 1819)
- 17 décembre : Costantino Patrizi Naro, cardinal italien de la Curie, précédemment diplomate du Saint-Siège et archevêque titulaire de Philippes (de) (° 4 septembre 1798)
- 31 décembre : Sainte Catherine Labouré, religieuse française, voyante des apparitions de la rue du Bac (° 2 mai 1806)